# Dinamarca nos Jogos Olímpicos de Inverno de 1968
A Dinamarca competiu nos Jogos Olímpicos de Inverno de 1968, realizados em Grenoble, França.